# 4Story
 (juin 2018).
Si vous disposez d'ouvrages ou d'articles de référence ou si vous connaissez des sites web de qualité traitant du thème abordé ici, merci de compléter l'article en donnant les références utiles à sa vérifiabilité et en les liant à la section « Notes et références ».
4Story: Rise of Gor est un MMORPG de type free to play publié par Zemi Interactive en 2007, également connu sous le nom de 4Story: Three Kingdoms and One Hero. Le titre n'était disponible qu'en Corée du Sud, son pays d'origine. Le jeu est rendu disponible dans la majeure partie de l'Europe sous l'impulsion de Gameforge AG. Depuis 2013, la version française du jeu enregistre un record critique de nombre de joueurs, la situation s'aggravant année après année : les serveurs étant laissé à l'abandon par les joueurs. En 2018, la société productrice du jeu (Zemi Interactive) clôture ses serveurs, tout en lançant un spin-off pour mobile : 4story - Age of Heroes. Cependant, ceux de la société GameForge4D sont toujours actifs.

## Le jeu
4Story reprend le style graphique de World of Warcraft. Contrairement à ce dernier, il est possible de jouer gratuitement mais le jeu possède un « Item Shop » payant. Pour pouvoir acquérir des objets de l'Item Shop, il faut commander des pierres de lune (appelée plus communément par les joueurs pdl) via le site internet du jeu.
Ce jeu comprend des milliers de joueurs connectés sur une série de 2 serveurs, Lapiris et Xhadra. Il possède 7 canaux de jeu, qui permettent de diviser le nombre de joueurs et d'éviter les bugs ou les ralentissements de jeu (sauf sur certaines régions du jeu)

### Genre
Il appartient au genre du jeux de rôle et se déroulant dans un univers fantastique. Le personnage évolue en enchaînant les quêtes tout au long de l'aventure. Cette évolution prend fin lorsqu'il atteint le niveau 140 (depuis la mise à jour 5.0.1)
Les joueurs peuvent aussi pendant toute la durée de leur aventure, aller dans des zones de combats nommées « doc » pour y affronter d'autres joueurs de leur niveau.

### Les factions
Ibéria (le monde de 4Story) est séparé en trois royaumes : Valorian commandé par Neban Maha, Dérion mené par l'empereur Ruard Lopesa et Gor dirigé par Lord Tristan.
Cette troisième faction appelée Gor est pacifique. Royaume marchand et agricole, il ne prend pas part à la guerre. 
Il est cependant possible de choisir de se rallier et de se battre pour Gor pour les joueurs à partir du niveau 80.
Les deux royaumes Valorian et Dérion mènent une guerre perpétuelle.
Dérion est le royaume de la paix et de la magie, alors que Valorian est le royaume de la guerre et des mercenaires, ce qui n'empêche pas d'avoir des mercenaires à Dérion, et des magiciens à Valorian.

### Les personnages
Lors de la création d'un personnage, il est possible de choisir sa race, son sexe et sa classe. Le joueur peut également choisir le style et la couleur des cheveux de son personnage, ainsi que son pseudonyme.

#### Les races
4Story permet d'incarner au choix un personnage issu d'une des trois races présentes : 
- Humain (sont parfaits pour les Archers ou Invocateurs) Assimilant à la fois l'adresse et la sagesse.
- Félin (les Assassins et les Guerriers) Assimilant à la fois l'endurance et la puissance.
- Fée (petits êtres idéaux en Mages, Prêtres ou Invocateurs) Assimilant à la fois l'intelligence et la volonté.

#### Les classes
Les classes disponibles sont :
- Guerrier : spécialiste du corps à corps, il peut se spécialiser dans deux types de combats : combat défensif (épée/bouclier) ou combat offensif (épée à deux mains ou hache).

Il peut également utiliser un arc ou une arbalète.
- Assassin : spécialiste de la sournoiserie, il peut s'infiltrer pour infliger ainsi des dégâts considérables. Il peut manier l'épée longue avec une dague mais il peut aussi utiliser des armes spéciales pour assassin : les « chakrams ».
- Archer : très dangereux à distance, il manie un arc ou une arbalète avec une précision redoutable. Capacités axées sur le tir, mais aussi sur le combat rapproché avec une épée à deux mains ou avec une épée longue et une dague.
- Mage : c'est un utilisateur de magie offensive qui cause de puissants dégâts. Il a la possibilité de manier soit un bâton magique  (sceptre à une main) et un bouclier magique afin d'être plus résistant mais moins puissant, ou alors seulement une baguette magique  (à deux mains) mais qui cause plus de dégâts.
- Prêtre : c'est un utilisateur de magie défensive qui améliore la vie, le moral, le mana ou la puissance des alliés et réduit ceux de l'adversaire. Il peut aussi sacrifier sa vie ou son mana pour aider ses alliés. Il a la possibilité de manier soit un bâton magique  et un bouclier magique, ou alors seulement une baguette magique.
- Invocateur : c'est un utilisateur de magie mais il s'en sert pour invoquer des créatures, qu'il peut contrôler, afin de l'aider dans le combat. Il peut invoquer, contrôler ainsi qu'améliorer ces créatures. Il a la possibilité de manier soit un bâton magique un bouclier magique, ou alors seulement une baguette magique. Cependant les armures de cuir dur, qu'il peut porter, le rendent plus résistant que les mages ou les prêtres.

### Boutique en ligne
4Story dispose d'une boutique en ligne qui permet aux joueurs d'acheter différents objets avec de l'argent réel. La monnaie que l'on peut acheter se nomme "pierres de lune". La valeur des pierres de lunes varie selon la taille de la commande.
Il faut noter qu'il y a également des items que l'on peut acheter avec des points de bonus. Les points de bonus se récupèrent par millier, une fois que l'on a récolté cent pièces d'endendros dans le jeu.

## Les batailles

### Les conquêtes de territoire
Les conquêtes de territoire sont une mode de PVP.
Les personnes d'un pays voulant attaquer un autre ne peut le faire que si la zone est en guerre ou si la personne du pays l'attaque. Néanmoins, il est possible de mettre une zone en guerre et donc de pouvoir par la suite PVP en continu sans attendre une attaque ennemie sur son territoire. Le but de ce PVP est donc la conquête total du territoire. Les seuls territoires ne pouvant être en guerre étant les capitales. Soit Markut et Keter.
C'est donc une conquête de masse et continue nécessitant beaucoup de joueurs.

### Conquêtes
Les conquêtes s'établissent sur les territoires frontières entre Valorian et Dérion : Ardir, Hesed, Gebra, Tyconteroga et Undred.
Tous les soirs à 19 heures (serveur Lapiris) et 21 heures (serveur Xhadra), sauf le dimanche, commence la guerre de conquête entre Dérion et Valorian.
Dans chacune des régions en guerre sont implantés des forts (quinze). Au commencement de la guerre, un saint patron apparaît dans chaque fort. Les joueurs peuvent décider de défendre ou d'attaquer un fort. Lorsqu'un saint patron est tué, le fort tombe aux mains des assaillants, et ces derniers remportent alors de nombreuses récompenses.
La guerre de conquête se termine une demi-heure après son début.

### Guerre du ciel
La Guerre du Jardin céleste se déroule une fois par semaine, le samedi à 20 heures (serveur Lapiris) et 22 heures (serveur Xhadra).
La bataille se déroule autour d'une forteresse. Au début du conflit, les deux forces (Dérion et Valorian) sont séparées par une muraille qui se détruit grâce aux attaques des joueurs.
Une fois la brèche dans la muraille ouverte, le combat débute.
La guerre se termine lorsque l'une des deux armées atteint le camp ennemi et que le roi est abattu, ou lorsque le temps imparti de 40 minutes est écoulé. Pendant ces 40 minutes, les deux camps peuvent se battre pour obtenir la partie gauche, la partie centrale et la partie droite du jardin. Si, au bout de 40 minutes, aucun des deux rois n'est abattu, c'est la faction de défense qui remporte la bataille. Attention, être la faction de défense ne vous empêche pas d'aller tuer le roi ennemi, contrairement aux soirs de conquêtes.
Les combattants reçoivent tous des points de développement et les vainqueurs s'en sortent avec une prime de 700 pièces d'argent.

### BattleGround
La BattleGround (dit BG) offre la possibilité aux joueurs du monde entier de s'affronter dans une carte spécialement conçue, dont le gameplay s'apparente à celui du MOBA.
Il s'agit d'un affrontement à 5 contre 5. Il est possible d'entrer en groupe complet, semi complet ou seul, le joueur est alors affecté à un groupe de manière aléatoire. La carte possède trois titans.
Pour remporter la victoire une équipe doit vaincre 2 titans du camp adverse, ou bien forcer l'adversaire à abandonner.
La BG est une carte spéciale dans laquelle chaque joueur possède tous les skill au maximum, il est cependant nécessaire de les débloquer en améliorant le niveau pendant la battleground (de 120 à 140).
L'équipement commence également sur une base de +0 et peut monter au minimum jusqu'à +19 ou plus si le joueur possède un équipement plus puissant à la base. Dans ce cas là, le niveau de l'équipement commencera dès le départ à un grade plus élevé

### Montures
Dans 4Story, il existe des montures qui permettent aux joueurs de se déplacer plus rapidement. Dès le début une monture est donnée au nouveau joueur. Cette monture est adaptée à la race du personnage : ainsi, les Humains reçoivent un cheval, les Félins un buffle et les Fées un caribou. Mais rien n'empêche le joueur d'acheter une monture qui serait plutôt réservée à une autre classe (un Félin peut par exemple monter un caribou qui est pourtant plus adapté aux Fées). Cependant, les montures ne sont pas rapides, c'est pourquoi dans l'Item Shop on peut acquérir une selle de rapidité.
Il existe plusieurs sortes de montures :
- Les Caribous (noir,blanc et bruns)
- Les Chevaux (noir,blanc et bruns)
- Les Buffles (noir,blanc et bruns)
- Le Cheval Blanc de Héro
- L'ombre de Pendatron
- Le Béhémot
- Le Béhémot luminescent
- La Tarentule
- La Tarentule des Bois
- La Tarentule Albinos
- Le Panda roux
- Le Rudolphe de bois (événementiel)
- Licorne des Nuages (évènementiel)
- Le Cheval (ou Vache ou Vache Cœur ou Lièvre) gonflable (événementiel)
- Le Dragon Saphir (événementiel)
- Le Dragon Obsidienne (évènementiel)
- La Motoneige (événementiel)
- Kitsuneige (événementiel)
- Kitsunautique (événementiel)
- Kitsu électrique (évènementiel)
- Gorille (évènementiel)

Il y a aussi des accessoires pour augmenter les performances de la monture.
Les selles permettent d'accroître la vitesse de déplacement, et les Cravaches (pouvant être récupérées dans les cadavres de monstres) permettent d'augmenter de 300% la vitesse pendant 3 secondes, ce qui est utile pour semer un éventuel poursuivant.